# Lista de personagens LGBT em telenovelas e seriados brasileiros
Esta é uma lista de telenovelas e seriados brasileiros com personagens lésbicas, gays, bissexuais, transgêneros e com demais orientações sexuais e identidades de gênero. A orientação sexual e/ou identidade de gênero pode ter sido mostrada em cena, descrita em diálogos ou mencionada.

## Anos 1960
| Ano  | Novela/Seriado | Emissora | Personagens               | Atores/Atrizes            | Notas                                                                                           |
| ---- | -------------- | -------- | ------------------------- | ------------------------- | ----------------------------------------------------------------------------------------------- |
| 1963 | Calúnia        | Tv Tupi  | Karen Wright Martha Dobie | Vida Alves Geórgia Gomide | Karen e Martha protagonizaram o primeiro beijo homoafetivo da história da televisão brasileira. |

## Anos 1970
| Ano  | Novela/Seriado             | Emissora   | Personagens                                         | Atores/Atrizes                                      | Notas |
| ---- | -------------------------- | ---------- | --------------------------------------------------- | --------------------------------------------------- | --- |
| 1970 | Assim na Terra como no Céu | Rede Globo | Rodolfo Augusto (Gugu)                              | Ary Fontoura                                        | Gugu é um costureiro e carnavalesco gay. |
| 1974 | O Rebu                     | Rede Globo | Conrad Mahler Cauê Glorinha Rezende Roberta Menezes | Ziembinski Buza Ferraz Isabel Ribeiro Regina Vianna | Conrad sustentava Cauê e, por ciúme, matou sua ex-namorada. A novela deixa implícita a relação de dependência financeira, mas não confirma a relação homossexual entre os dois. Já Glorinha e Roberta são consideradas o primeiro casal lésbico da televisão brasileira. |
| 1975 | O Grito                    | Rede Globo | Agenor                                              | Rubens de Falco                                     | Agenor saía escondido à noite, usando roupas extravagantes, não sendo possível, no entanto, definir se ele se travestia. |
| 1977 | O Astro                    | Rede Globo | Felipe Henri                                        | Edwin Luisi José Luiz Rodi                          | Felipe é bissexual e Henri, seu melhor amigo, é gay. |
| 1978 | Dancin' Days               | Rede Globo | Everaldo                                            | Renato Pedrosa                                      | Primeiro personagem a encarnar a representação de homossexual que se tornou um clássico estereótipo nas telenovelas das décadas seguintes: o mordomo gay com afetações.                                                                                                  |
| 1979 | Marrom Glacê               | Rede Globo | Valdomiro Pierre Lafond                             | Laerte Morrone Nestor de Montemar                   | Outra representação caricata de homossexuais. |
| 1979 | Os Gigantes                | Rede Globo | Paloma Gurgel Renata Garcia                         | Dina Sfat Lidia Brondi                              | Romance lésbico entre as duas personagens, retirado da trama posteriormente. |
| 1979 | Malu Mulher                | Rede Globo | Maria                                               | Angela Leal                                         | No episódio "A Amiga", Maria tem interesse afetivo-sexual em Malu. |

## Anos 1980
| Ano  | Novela/Seriado   | Emissora        | Personagens                                                                    | Atores/Atrizes                                                         | Notas |
| ---- | ---------------- | --------------- | ------------------------------------------------------------------------------ | ---------------------------------------------------------------------- | --- |
| 1981 | Brilhante        | Rede Globo      | Inácio Newman Sergio Claudio                                                   | Denis Carvalho João Paulo Adour Buza Ferraz                            | Inácio e Sergio são namorados. Claudio e Inácio namoram na reta final. |
| 1981 | Ciranda de Pedra | Rede Globo      | Letícia                                                                        | Mônica Torres                                                          | Letícia se veste e se comporta como homem. |
| 1982 | Os Adolescentes  | TV Bandeirantes | Caíto                                                                          | Flávio Guarnieri                                                       | Caíto é homossexual. |
| 1984 | Partido Alto     | Rede Globo      | Políbio Raposo                                                                 | Guilherme Karan Nardel Ramos                                           | Políbio e Raposo são homossexuais. |
| 1985 | Um Sonho a Mais  | Rede Globo      | Anabela Freire Florisbela Freire Clarabela Freire Olga Del Volga Pedro Ernesto | Ney Latorraca Marco Nanini Antônio Pedro Patrício Bisso Carlos Kroeber | Anabela, Florisbela, Clarabela e Olga Del Volga são travestis. Pedro casou-se com Anabela. Primeira novela a exibir um beijo entre dois atores.                                                   |
| 1985 | Roque Santeiro   | Rede Globo      | João Ligeiro Jurandir Lúcio Armando                                            | Maurício Mattar Cláudio Gaya Jorge Fernando                            | João Ligeiro é gay, mas teve seu desenvolvimento interrompido pela censura. No texto original, seria uma mulher que foi criada como homem.Jurandir e Lúcio são o estereótipo de costureiros gays. |
| 1986 | Anos Dourados    | Rede Globo      | Marina Campos Dornelles                                                        | Bianca Byington                                                        | Marina terminou a novela "vivendo em Nova York há anos com sua companheira". |
| 1986 | Selva de Pedra   | Rede Globo      | Cíntia Vilhena Fernanda Arruda Campos                                          | Beth Goulart Christiane Torloni                                        | Cíntia e Fernanda são bissexuais, mas tiveram suas cenas de romance reformuladas por pressões do público.                                                                                         |
| 1986 | Roda de Fogo     | Rede Globo      | Mário Liberato Jacinto Donato                                                  | Cecil Thiré Cláudio Curi                                               | Mário e Jacinto tinham momentos íntimos. |
| 1987 | Mandala          | Rede Globo      | Argemiro Laio Chris                                                            | Carlos Augusto Strazzer Perry Salles Marcelo Picchi                    | Argemiro e Laio tinham uma relação muito íntima, compreendida pelo público como algo mais que amizade. Laio é bissexual e Chris é seu amante.                                                     |
| 1987 | Sassaricando     | Rede Globo      | Bob Bacall                                                                     | Jorge Lafond                                                           | Bob é um personagem queer. |
| 1987 | Carmem           | Rede Manchete   | Dr. Jean-Pierre Junot                                                          | Maurice Vaneau                                                         | Dr. Junot é bissexual. |
| 1988 | Vale Tudo        | Rede Globo      | Cecília Laís Marília                                                           | Lala Deheinzelin Cristina Prochaska Bia Seidl                          | Cecília, Laís e Marília são lésbicas. |
| 1988 | Bebê a Bordo     | Rede Globo      | Joana Mendonça                                                                 | Débora Duarte                                                          | Joana é uma lésbica masculinizada. |
| 1988 | Olho por Olho    | Rede Manchete   | Dinorá                                                                         | Cláudia Celeste                                                        | Dinorá é travesti. |
| 1989 | Pacto de Sangue  | Rede Globo      | Bombom                                                                         | Ricardo Petraglia                                                      | Bombom é gay. |
| 1989 | Tieta            | Rede Globo      | Ninete                                                                         | Rogéria                                                                | Ninete é travesti. |
| 1989 | Top Model        | Rede Globo      | Marvin Gaye                                                                    | Miguel Magno                                                           | Marvin é gay. |
| 1989 | Kananga do Japão | Rede Manchete   | Madame Satã                                                                    | Jorge Lafond                                                           | Madame Satã é gay. |

## Anos 1990
| Ano  | Novela/Seriado     | Emissora      | Personagens                             | Atores/Atrizes                      | Notas                                                                                              |
| ---- | ------------------ | ------------- | --------------------------------------- | ----------------------------------- | -------------------------------------------------------------------------------------------------- |
| 1990 | Mãe de Santo       | Rede Manchete | Lúcio Rafael                            | Raí Alves Daniel Barcellos          | Lúcio e Rafael são um casal gay e protagonizaram o primeiro beijo homoafetivo em TV aberta.        |
| 1990 | Mico Preto         | Rede Globo    | Zé Luis José Maria                      | Miguel Falabella Marcelo Picchi     | Zé Luis e José Maria são um casal gay.                                                             |
| 1990 | Boca do Lixo       | Rede Globo    | Henrique Ribeiro Tomás Oliveira         | Reginaldo Faria Alexandre Frota     | Henrique e Tomás tinham um caso.                                                                   |
| 1990 | Pantanal           | Rede Manchete | Zaqueu                                  | João Alberto Pinheiro               | Zaqueu é gay.                                                                                      |
| 1990 | Barriga de Aluguel | Rede Globo    | Lulu                                    | Eri Johnson                         | Lulu é gay.                                                                                        |
| 1992 | Pedra sobre Pedra  | Rede Globo    | Adamastor Paulo Henrique                | Pedro Paulo Rangel Reinaldo Gonzaga | Adamastor é apaixonado por Carlão. Paulo Henrique é gay assumido.                                  |
| 1992 | Deus nos Acuda     | Rede Globo    | Gina                                    | Jandir Ferrari                      | Gino viajou para Europa e retornou ao Brasil como a travesti Gina.                                 |
| 1993 | Sex Appeal         | Rede Globo    | Caio Hubermann                          | Otávio Augusto                      | Caio é gay.                                                                                        |
| 1993 | Renascer           | Rede Globo    | Buba                                    | Maria Luísa Mendonça                | Buba é intersexo.                                                                                  |
| 1993 | Guerra Sem Fim     | Rede Manchete | Monarca Viúva Negra                     | Hélcio Magalhães Paulão Barbosa     | Monarca e Viúva Negra são gays e terminam a novela juntos como casal.                              |
| 1995 | A Próxima Vítima   | Rede Globo    | Sandro Carvalho Rossi Jefferson Noronha | André Gonçalves Lui Mendes          | Sandro e Jefferson são um casal gay.                                                               |
| 1995 | Engraçadinha       | Rede Globo    | Letícia                                 | Maria Luísa Mendonça                | Letícia é lésbica.                                                                                 |
| 1995 | Explode Coração    | Rede Globo    | Sarita Vitti                            | Floriano Peixoto                    | Não há consenso se Sarita é transgênero ou drag queen.                                             |
| 1996 | Salsa e Merengue   | Rede Globo    | Dayse Menezes Tereza                    | Rosi Campos Angela Rebello          | Dayse e Tereza são lésbicas e terminam a novela juntas.                                            |
| 1996 | O Fim do Mundo     | Rede Globo    | Gisele Chico Veloso                     | David Brasil Tonico Pereira         | Gisele é um personagem queer. Chico Veloso mostra sua sexualidade diante do risco do Fim do Mundo. |
| 1996 | Xica da Silva      | Rede Manchete | José Maria (Zé Mulher)                  | Guilherme Piva                      | José Maria é gay.                                                                                  |
| 1997 | A Indomada         | Rede Globo    | Vieira Zenilda                          | Catarina Abdala Renata Sorrah       | Vieira é lésbica. Zenilda é bissexual.                                                             |
| 1997 | Zazá               | Rede Globo    | Ro-rô Pedalada Silas Vadan              | Marcos Breda Ney Latorraca          | Ro-rô Pedalada é bissexual e drag queen. Silas é pansexual.                                        |
| 1997 | Por Amor           | Rede Globo    | Rafael Fontes Alex                      | Odilon Wagner Beto Nasci            | Rafael é bissexual e Alex é gay. Rafael largou a esposa para ficar com Alex.                       |
| 1998 | Fascinação         | SBT           | Renê                                    | Blota Filho                         | Renê é gay.                                                                                        |
| 1998 | Hilda Furacão      | Rede Globo    | Cintura Fina                            | Matheus Nachtergaele                | Cintura Fina é travesti.                                                                           |
| 1998 | Torre de Babel     | Rede Globo    | Leila Sampaio Rafaela Katz              | Sílvia Pfeifer Christiane Torloni   | Leila e Rafaela formam um casal lésbico, assassinado por pressão do público.                       |
| 1999 | Suave Veneno       | Rede Globo    | Uálber Cañedo Edilberto Ferreira        | Diogo Vilela Luiz Carlos Tourinho   | Uálber e Edilberto são gays.                                                                       |

## Anos 2000
| Ano  | Novela/Seriado           | Emissora    | Personagens                                      | Atores/Atrizes                                                     | Notas |
| ---- | ------------------------ | ----------- | ------------------------------------------------ | ------------------------------------------------------------------ | --- |
| 2000 | Uga Uga                  | Rede Globo  | Ivone Shirley                                    | Hairton Júnior                                                     | Ivone é travesti. |
| 2000 | Malhação                 | Rede Globo  | Sócrates Carlos                                  | Erik Marmo Gabriel Gracindo                                        | Sócrates e Carlos são gays. |
| 2001 | Roda da Vida             | RecordTV    | Ronaldo                                          | Ernando Tiago                                                      | Ronaldo era agredido pelo pai por ser gay. |
| 2001 | Um Anjo Caiu do Céu      | Rede Globo  | Selmo de Windsor                                 | Daniel Dantas                                                      | Selmo é gay. |
| 2001 | As Filhas da Mãe         | Rede Globo  | Ramona Barbosa Cavalcante                        | Cláudia Raia                                                       | Ramona é uma mulher trans. |
| 2002 | Desejos de Mulher        | Rede Globo  | Ariel Britz Tadeu Borges Cristiano               | José Wilker Otávio Müller Sérgio Rufino                            | Ariel e Tadeu são gays e moram juntos. Cristiano, mordomo da casa, também é gay |
| 2002 | Sabor da Paixão          | Rede Globo  | Quintino Saraiva Silvano Cilbuski                | Edney GIovenazzi Sérgio Mamberti                                   | Quintino e Silvano formam um casal homoafetivo. Podem ser considerados bissexuais, por terem passado toda a novela cortejando a personagem Hermínia. |
| 2003 | Mulheres Apaixonadas     | Rede Globo  | Clara Rafaela                                    | Alinne Moraes Paula Picarelli                                      | Clara e Rafaela formam um casal lésbico. |
| 2003 | Celebridade              | Rede Globo  | Laura Dora                                       | Cláudia Abreu Renata Sorrah                                        | Laura é bissexual e se envolve sexualmente com Dora, que é lésbica. |
| 2003 | Kubanacan                | Rede Globo  | Manolo Camareiro do Night Club Copacabana        | Luiz Guilherme Wilson de Santos                                    | Manolo é homossexual. O camareiro do Night Club Copacabana é gay, teve grandes aparições na trama, mas nunca chegou a ter seu nome revelado. |
| 2004 | Senhora do Destino       | Rede Globo  | Eleonora Jennifer Turcão Ubiraci (Bira)          | Mylla Christie Bárbara Borges Marco Vilella Luiz Henrique Nogueira | Eleonora e Jennifer formam um casal lésbico. Turcão é bissexual e forma par romântico com o carnavalesco gay Bira. |
| 2005 | América                  | Rede Globo  | Junior Zeca                                      | Bruno Gagliasso Erom Cordeiro                                      | Junior e Zeca tiveram um relacionamento no final da novela. |
| 2005 | A Lua Me Disse           | Rede Globo  | Samovar de Santa Luzia Valdo Magalhães Dona Roma | Cássio Scapin Hugo Gross Miguel Magno                              | Samovar e Valdo são gays e terminaram a novela juntos. Dona Roma era referenciada na época pela imprensa como travesti ou como cross-dresser, mas há dúvidas quando a real identidade de gênero da personagem, podendo ser considerada como mulher trans. |
| 2005 | Belíssima                | Rede Globo  | Gigi Rebeca Cavalcanti Karen Barros              | Pedro Paulo Rangel Carolina Ferraz Mônica Torres                   | Gigi é gay. Rebeca e Karen são lésbicas. |
| 2006 | Cidadão Brasileiro       | Rede Record | Nilo Ramos                                       | Thiago Chagas                                                      | Nilo é gay. |
| 2006 | Cobras & Lagartos        | Rede Globo  | Orã Munhoz                                       | Luís Melo                                                          | Orã é cross-dresser. |
| 2006 | Páginas da Vida          | Rede Globo  | Rubinho Marcelo Bueno                            | Fernando Eiras Thiago Picchi                                       | Rubinho e Marcelo são gays e formam um casal. |
| 2006 | Malhação                 | Rede Globo  | Marcela Prado                                    | Paula Kill                                                         | Marcela é lésbica. |
| 2007 | Paraíso Tropical         | Rede Globo  | Rodrigo Batista Tiago Sampaio Hugo Felipe        | Carlos Casagrande Sérgio Abreu Marcelo Laham Miguel Kelner         | Rodrigo e Tiago são casados. Hugo é gay e namora Felipe. |
| 2007 | Toma Lá, Da Cá           | Rede Globo  | Deise Coturno Cópellia Rocha                     | Norma Bengel Arlete Salles                                         | Deise é uma lésbica masculinizada. Cópellia é pansexual. |
| 2007 | Duas Caras               | Rede Globo  | Bernardinho Heraldo Carreira Carlão              | Thiago Mendonça Alexandre Slaviero Lugui Palhares                  | Bernardinho é bissexual. Se envolveu com Heraldo, mas terminou a novela com Carlão. |
| 2007 | Dance Dance Dance        | Band        | Christian Garcia                                 | Lorenzo Martin                                                     | Christian é gay. |
| 2007 | Caminhos do Coração      | RecordTV    | Danilo Mayer Bené                                | Cláudio Heinrich Deo Garcez                                        | Danilo é gay e vítima de um golpe do baú na primeira temporada. Bené se assume gay e apaixonado por Danilo na segunda. |
| 2008 | Os Mutantes              | RecordTV    | Danilo Mayer Bené                                | Cláudio Heinrich Deo Garcez                                        | Danilo é gay e vítima de um golpe do baú na primeira temporada. Bené se assume gay e apaixonado por Danilo na segunda. |
| 2008 | Beleza Pura              | Rede Globo  | Betão                                            | Rodrigo López                                                      | Betão é gay. |
| 2008 | Queridos Amigos          | Rede Globo  | Benny Jurandir Cíntia Brenda                     | Guilherme Weber Sidney Santiago Odilon Esteves Ricardo Monastero   | Benny é gay e namora Jurandir. Cíntia e Brenda são travestis. |
| 2008 | A Favorita               | Rede Globo  | Orlandinho Stela Ribas Dr. Dante Salvatore       | Iran Malfitano Paula Burlamaqui Walmor Chagas                      | Orlandinho é retratado a novela inteira como gay, mas termina em um relacionamento com uma mulher. Stela é lésbica. Salvatore é gay. |
| 2008 | Chamas da Vida           | Rede Record | Docinho                                          | Roberto Bomtempo                                                   | Docinho é uma assistente social travesti. |
| 2008 | Três Irmãs               | Rede Globo  | Nelson Santana Adamastor Pamplona                | Aloísio de Abreu Carlos Loffler                                    | Nelson é bissexual. Adamastor é gay. |
| 2009 | Força-Tarefa             | Rede Globo  | Selma Jaqueline                                  | Hermila Guedes Fabiula Nascimento                                  | A sargento Selma beija Jaqueline. |
| 2009 | Cinquentinha             | Rede Globo  | Carlo Berganti                                   | Pierre Baitelli                                                    | Carlo é gay. |
| 2009 | Caras & Bocas            | Rede Globo  | Cássio Sid                                       | Marco Pigossi Klebber Toledo                                       | Cássio e Sid são gays. |
| 2009 | Bela, a Feia             | Rede Record | Diego Souza Diogo Marques Haroldo Palhares       | Daniel Erthal Sérgio Menezes João Camargo                          | Diego renega ser gay e sua paixão por Diogo, que é gay. Haroldo é um cabeleireiro gay. |
| 2009 | Vende-se um Véu de Noiva | SBT         | Andressa Carla                                   | Fabianna Brazil                                                    | Andressa é trans. |
| 2009 | Cama de Gato             | Rede Globo  | Pink                                             | Maurício Machado                                                   | Pink é bissexual. |
| 2009 | Viver a Vida             | Rede Globo  | Osmar                                            | Marcelo Valle                                                      | Osmar é bissexual. |
| 2009 | Malhação ID              | Rede Globo  | Alê                                              | William Barbier                                                    | Alê é assexual. |

## Anos 2010
| Ano             | Novela/Seriado                                | Emissora     | Personagens                                                                                         | Atores/Atrizes | Notas |
| --------------- | --------------------------------------------- | ------------ | --------------------------------------------------------------------------------------------------- | --- | --- |
| 2010            | Ti Ti Ti                                      | Rede Globo   | Osmar Sampaio Julinho Thales Salmerón Lourdes Mesquita Paula Adriano Novaes                         | Gustavo Leão André Arteche Armando Babaioff Maria Carol Rebello Viviane Netto Rafael Zulu                          | Osmar e Julinho formam um casal. Tempos após a morte de Osmar, Julinho se envolve com Thales, que também é gay. Lourdes é lésbica e tem um relacionamento com Paula. Adriano é gay. |
| 2010            | Passione                                      | Rede Globo   | Arthuzinho                                                                                          | Júlio Andrade | Arthuzinho é gay. |
| 2011            | Insensato Coração                             | Rede Globo   | Roni Fragonard Eduardo Aboim Hugo Abrantes Xicão Nelson Mesquita Gilvan dos Santos Araci Laranjeira | Leonardo Miggiorin Rodrigo Andrade Marcos Damigo Wendell Bendelack Edson Fieschi Miguel Roncato Cristiana Oliveira | Roni, Eduardo, Hugo, Xicão, Nelson e Gilvan são gays. Araci é lésbica. |
| 2011–15         | Tapas & Beijos                                | Rede Globo   | Stephanie Lorraine Cristine                                                                         | Rafael Primot Sergio Guizé                                                                                         | Stephanie e Lorraine são travestis. |
| 2011            | Vidas em Jogo                                 | Rede Record  | Augusta Figueira de Andrade                                                                         | Denise Del Vecchio                                                                                                 | Augusta é transgênero. |
| 2011            | Morde & Assopra                               | Rede Globo   | Áureo Alves Junqueira Josué Batista Sargento Xavier Elaine (Pirulitona)                             | André Gonçalves Joaquim Lopes Anderson Di Rizzi Otaviano Costa                                                     | Áureo é gay. Josué tinha um relacionamento heterossexual e foge com Áureo, podendo ser classificado como bissexual. Elaine é travesti e assume identidade feminina a pedido de Xavier. |
| 2011            | Lara com Z                                    | Rede Globo   | Carlo Berganti                                                                                      | Pierre Baitelli | Carlo é gay. O personagem foi retomado de Cinquentinha. |
| 2011            | O Astro                                       | Rede Globo   | Felipe Cerqueira Henri Sorel Cleiton Pablo                                                          | Henri Castelli João Baldasserini Frank Menezes Pablo Sanábio                                                       | Felipe é bissexual e Henri é gay. Ambos mantinham uma amizade colorida. Cleiton e Pablo também são gays, sendo que Pablo apresenta-se como drag queen. |
| 2011            | Natália                                       | TV Brasil    | Glória Jean-Louis Crepon                                                                            | Maurício Branco Rodrigo Candelot                                                                                   | Glória e Jean-Louis são gays e se beijam em uma cena da primeira temporada. |
| 2011            | Fina Estampa                                  | Rede Globo   | Crodoaldo Valério (Crô) Fabrícia Alice Íris.                                                        | Marcelo Serrado Luciana Paes Thaís de Campos Eva Wilma                                                             | Crô é gay. Fabrícia é uma mulher trans. Íris e Alice, apesar de nunca assumirem que eram companheiras, mantinham um relacionamento público de muita cumplicidade. |
| 2011            | Aquele Beijo                                  | Rede Globo   | Ana Girafa                                                                                          | Luís Salém | Ana Girafa é travesti. |
| 2011            | Amor e Revolução                              | SBT          | Marcela Marina Chico Jeová                                                                          | Luciana Vendramini Gisele Tigre Carlos Thiré Lui Mendes                                                            | Marcela e Marina protagonizaram o primeiro beijo entre pessoas do mesmo sexo em telenovelas brasileiras. Chico e Jeová são gays e tinham um relacionamento. |
| 2011–12         | Macho Man                                     | Rede Globo   | Nelson Zucatelli Fréderic Cherry                                                                    | Jorge Fernando Roney Facchini Raphael Véles                                                                        | Nelson era gay, mas "deixa" de ser após um acidente. Fréderic e Cherry são casados. |
| 2012            | Avenida Brasil                                | Rede Globo   | Roni Sidney Mendonça                                                                                | Daniel Rocha Felipe Titto                                                                                          | Roni é um personagem gay, apesar de nunca ter se assumido ao longo da trama. Demonstra grandes sentimentos pelo amigo Leandro (Thiago Martins), que é heterossexual, mas acaba se casando com Suelen (Isis Valverde) — também interesse amoroso de Leandro. No final da trama, os três passam a morar juntos. Sidney é bissexual. |
| 2012            | Cheias de Charme                              | Rede Globo   | Sidney Monteiro Anderson Eloy Di Marco                                                              | Daniel Dantas Guilherme Winter Gustavo Mendes                                                                      | Sidney e Eloy são gays. Anderson é o falecido namorado de Sidney. |
| 2012            | Gabriela                                      | Rede Globo   | Miss Pirangi                                                                                        | Gero Camilo | Miss Pirangi é um homem gay. |
| 2012            | O Brado Retumbante                            | Rede Globo   | Julie                                                                                               | Murilo Armacollo                                                                                                   | Julie é transgênero. |
| 2012–13         | Balacobaco                                    | Rede Record  | Breno                                                                                               | Léo Rosa | Breno é gay. |
| 2012            | Salve Jorge                                   | Rede Globo   | Anita                                                                                               | Maria Clara Spinelli                                                                                               | Anita é transgênero. |
| 2012–21         | Sessão de Terapia                             | GNT          | Felipe Alcântara                                                                                    | Rafael Lozano | Felipe é gay. |
| 2013            | O Canto da Sereia                             | Rede Globo   | Sereia Mara                                                                                         | Isis Valverde Camila Morgado                                                                                       | Sereia e Mara tinham um envolvimento secreto. |
| 2013            | Sangue Bom                                    | Rede Globo   | Filipinho Xande Peixinho Tio Lili Mulher Pau-de-Jacu Sueli Pedrosa Vivian Tábata                    | Josafá Filho Felipe Lima Júlio Oliveira Edwin Luisi Luis André Alvim Tuna Dwek Lu Camy Samya Pascotto              | Filipinho. Xande, Tio Lili e Peixinho são gays. Mulher Pau-de-Jacu é travesti. Sueli Pedrosa, Vivian e Tábata são lésbicas. |
| 2013–atualidade | Vai Que Cola                                  | Multishow    | Ferdinando Alejandro                                                                                | Marcus Majella Pedroca Monteiro                                                                                    | Ferdinando é um gay afeminado que namora Alejandro. |
| 2013            | Saramandaia                                   | Rede Globo   | Petronílio Amaral Vantuil                                                                           | Theodoro Cochrane Diego Cristo                                                                                     | Petronílio e Vantuil são gays. |
| 2013            | Dona Xepa                                     | Rede Record  | Graxinha                                                                                            | Augusto Garcia | Graxinha é gay. |
| 2013            | Amor à Vida                                   | Rede Globo   | Eron Torgano Félix Khoury Niko                                                                      | Marcello Antony Mateus Solano Thiago Fragoso                                                                       | Eron e Niko formavam um casal gay. Félix é gay e protagonizou com Niko o primeiro beijo entre dois homens em novelas da Rede Globo. |
| 2013            | Jóia Rara                                     | Rede Globo   | Joel Aderbal Feitosa                                                                                | Marcelo Médici Armando Babaioff                                                                                    | Joel é gay. Aderbal é bissexual. |
| 2013            | Pecado Mortal                                 | Rede Record  | Picasso                                                                                             | Victor Hugo | Picasso assume, no último capítulo, amor reprimido por Carlão. |
| 2013–16         | Pé na Cova                                    | Rede Globo   | Odete Roitman Tamanco Marcão/Markassa                                                               | Luma Costa Mart'nália Maurício Xavier                                                                              | Odete Roitman é bissexual. Tamanco é uma mulher lésbica com características muito masculinas. Markassa é travesti. |
| 2014            | Geração Brasil                                | Rede Globo   | Dorothy Benson                                                                                      | Luís Miranda | Dorothy é transgênero. |
| 2014            | Em Família                                    | Rede Globo   | Clara Marina Vanessa                                                                                | Giovanna Antonelli Tainá Müller Maria Eduarda de Carvalho                                                          | Clara, Marina e Vanessa são lésbicas. Houve o primeiro casamento homoafetivo das telenovelas brasileiras, entre Clara e Marina. |
| 2014            | Império                                       | Rede Globo   | Téo Pereira Cláudio Bolgari Leonardo de Souza Xaná Etevaldo Felipe                                  | Paulo Betti José Mayer Klebber Toledo Aílton Graça André Gonçalves Laércio Fonseca                                 | Téo e Felipe são gays. Cláudio é gay, mas é casado com uma mulher e tem uma vida heteronormativa. Leonardo e Cláudio vivem um romance homoafetivo. Leonardo também se envolve com Etevaldo no decorrer da novela. Xaná é uma travesti.                                                                                            |
| 2014            | Alto Astral                                   | Rede Globo   | Pepito                                                                                              | Conrado Caputto | Pepito é gay. |
| 2014            | Doce de Mãe                                   | Rede Globo   | Fernando de Souza Roberto                                                                           | Matheus Nachtergaele Evandro Soldatelli                                                                            | Fernando e Roberto são gays e namoram. |
| 2014            | Vitória                                       | Rede Record  | Virgulino Aparecido                                                                                 | Ricardo Ferreira                                                                                                   | Virgulino é vítima de um grupo neonazista por ser gay. |
| 2014            | Malhação Sonhos                               | Rede Globo   | Priscila Lima (Pri) Lírio Lorenzzo                                                                  | Gabi Lopes Paulo Dalagnoli                                                                                         | Pri e Lírio são bissexuais. |
| 2015            | I Love Paraisópolis                           | Rede Globo   | Júnior                                                                                              | Frank Menezes | Júnior é gay. |
| 2015            | Verdades Secretas                             | Rede Globo   | Visky Bruno Ticiano Sam Stephanie Mayra Maurice Anthony                                             | Rainer Cadete João Vítor Silva Felipe de Carolis Yasmin Brunet Rhaisa Batista Fernando Eiras Reynaldo Gianecchini  | Visky é bissexual. Bruno e Sam transam e supostamente são bissexuais. Stephanie e Mayra se beijam ao longo da novela e subentende-se que elas terminam juntas. Anthony se relaciona com mulheres e no final da trama começa um caso com Maurice.                                                                                  |
| 2015            | Felizes para Sempre?                          | Rede Globo   | Daniela Denise Marília                                                                              | Martha Nowill Paolla Oliveira Maria Fernanda Cândido                                                               | Daniela é lésbica e vive um relacionamento estável com Denise. Denise se envolve com Marília. |
| 2015            | Os Experientes                                | Rede Globo   | Francisca Maria Helena                                                                              | Selma Egrei Joana Fomm                                                                                             | Francisca e Maria Helena são um casal lésbico.[carece de fontes?] |
| 2015            | Sete Vidas                                    | Rede Globo   | Eriberto Esther Renan                                                                               | Fábio Herford Regina Duarte Fernando Eiras                                                                         | Eriberto e Esther são bissexuais. Renan é gay. Esther foi casada com uma mulher por vários anos, mas encerrou a novela casada com seu ex-marido. Eriberto era casado com uma mulher, mas ficou com Renan no final da novela. |
| 2015            | Babilônia                                     | Rede Globo   | Teresa Petruccelli Estela Marcondes Ivan Ferreira Sérgio da Matta Raul Ùrsula Andressa              | Fernanda Montenegro Nathalia Timberg Marcelo Mello Jr. Cláudio Lins André Dias Rogéria                             | Teresa e Estela são lésbicas. Ivan e Sérgio são gays. Raul é gay e denunciou Aderbal (Marcos Palmeira) por homofobia. Úrsula Andressa é transsexual. |
| 2015            | Totalmente Demais                             | Rede Globo   | Max Adele Pietro                                                                                    | Pablo Sanábio Jéssica Ellen Marat Descartes                                                                        | Max e Pietro são gays. Adele é lésbica. |
| 2015            | A Regra do Jogo                               | Rede Globo   | Úrsula Duda Breno / Valquíria                                                                       | Júlia Rabello Giselle Batista Otávio Müller                                                                        | Úrsula é lésbica, Duda é bissexual e ambas formam um casal. Breno é a cross-dresser Valquíria. |
| 2015–19         | Os Homens São de Marte... É Pra Lá Que Eu Vou | GNT          | Aníbal Edgar                                                                                        | Luís Salém Gustavo Machado                                                                                         | Aníbal e Edgar são gays e casados. |
| 2016            | Nada Será Como Antes                          | Rede Globo   | Júlia Azevedo Queiroz Beatriz dos Santos Aristides Rodolfo do Vale                                  | Letícia Colin Bruna Marquezine Bruno Garcia Alejandro Claveaux                                                     | Júlia e Beatriz se envolvem no decorrer da série. Aristides e Rodolfo são gays. |
| 2016            | Supermax                                      | Rede Globo   | Janette                                                                                             | Maria Clara Spinelli                                                                                               | Janette é uma mulher trans. |
| 2016–20         | 3%                                            | Netflix      | Ariel                                                                                               | Marina Mathey | Ariel é uma mulher trans. |
| 2016            | Êta Mundo Bom!                                | Rede Globo   | Lauro Ortiz Tobias Assis                                                                            | Marcelo Argenta Cleiton Morais                                                                                     | Lauro e Tobias são gays. |
| 2016            | Liberdade, Liberdade!                         | Rede Globo   | André Viegas Tolentino Ramos                                                                        | Caio Blat Ricardo Pereira                                                                                          | André e Tolentino são gays. A novela exibiu a primeira cena de relação sexual entre pessoas do mesmo sexo das telenovelas brasileiras. |
| 2016            | A Lei do Amor                                 | Rede Globo   | Zelito Wesley Gledson Rocha Flávia Bezerra Gabi                                                     | Danilo Ferreira Gil Coelho Raphael Ghanem Maria Flor Fernanda Nobre                                                | Zelito e Flávia são bissexuais. Wesley e Gledson são gays. Gabi é lésbica. |
| 2016–20         | Xilindró                                      | Multishow    | Xuxeta                                                                                              | Lindays Paulinho                                                                                                   | Adilson da Silva é um ex-garoto de programa que se torna a travesti Xuxeta. |
| 2016            | Sol Nascente                                  | Rede Globo   | Bernardo Meirelles Fábio                                                                            | Márcio Kieling Luka Ribeiro                                                                                        | Bernardo e Fábio são gays e casados. |
| 2016            | Rock Story                                    | Rede Globo   | Vanessa do Rosário                                                                                  | Lorena Comparato                                                                                                   | Vanessa é lésbica. |
| 2016            | Malhação: Pro Dia Nascer Feliz                | Rede Globo   | Ortega                                                                                              | Zé Junior | Ortega é gay. |
| 2016–20         | Me Chama de Bruna                             | Fox Premium  | Miranda                                                                                             | Maitê Proença | Miranda é lésbica. |
| 2016–20         | 1 Contra Todos                                | Fox Premium  | Mãe                                                                                                 | Silvio Guindane | Mãe é transgênero. |
| 2017–22         | Sob Pressão                                   | Rede Globo   | Décio Kleber Jamille Kátia                                                                          | Bruno Garcia Kelner Macêdo Gabrielle Joie Giowana Cambrone                                                         | Décio namora Kleber, um paciente soropositivo que conheceu no hospital. Jamille e Kátia são travestis. |
| 2017            | A Força do Querer                             | Rede Globo   | Ivan Garcia Cláudio Nonato / Elis Miranda                                                           | Carol Duarte Gabriel Stauffer Silvero Pereira                                                                      | Ivan é um homem trans. Antes da transição, se envolve com Cláudio. No final da trama, Ivan retoma o relacionamento com Cláudio. Nonato é a drag queen Elis Miranda. |
| 2017            | Edifício Paraíso                              | GNT          | Soraia Kátia                                                                                        | Marisa Orth Chandelly Braz                                                                                         | Soraia e Kátia são lésbicas e namoradas. |
| 2017            | Malhação: Viva a Diferença                    | Rede Globo   | Lica Samantha Gabriel                                                                               | Manoela Aliperti Giovanna Grigio Luis Galves                                                                       | Lica e Samantha formam um casal. Gabriel é gay. |
| 2017            | Os Dias Eram Assim                            | Rede Globo   | Leon Rudá                                                                                           | Maurício Destri Konstantinos Sarris                                                                                | Leon e Rudá formam um casal no decorrer da trama. |
| 2017–22         | Tô de Graça                                   | Multishow    | Mariah Maicon                                                                                       | Evelyn Castro Andy Grecker                                                                                         | Mariah é lésbica. No episódio "Mudança de Sexo", revela desejar ser um homem trans, mas desiste de fazer a transição. Maicon é gay. |
| 2017            | Pega Pega                                     | Rede Globo   | Douglas Saldanha Siqueira                                                                           | Guilherme Weber Marcelo Escorel                                                                                    | Douglas e Siqueira são gays. |
| 2017            | O Outro Lado do Paraíso                       | Rede Globo   | Samuel Cido Nick Maciel                                                                             | Eriberto Leão Rafael Zulu Fábio Lago Andy Gercker                                                                  | Samuel e Cido são bissexuais e formam um casal. Nick e Maciel são gays. |
| 2018            | Onde Nascem os Fortes                         | Rede Globo   | Ramirinho Valdir Gil Valquíria Aldina                                                               | Jesuíta Barbosa Pedro Fasanaro Clarissa Pinheiro Carla Salle Camila Márdila                                        | Ramirinho é gay e se apresenta como a drag queen Shakira do Sertão. Valdir namora Ramirinho no final da trama. Gil é lésbica. No passado, Valquíria, que namora Hermano, teve um relacionamento com Aldina. |
| 2018            | Segundo Sol                                   | Rede Globo   | Maura Selma Groa Galdino Du Love                                                                    | Nanda Costa Carol Fazu André Dias Narcival Rubens Ciro Salles                                                      | Maura e Selma são bissexuais e formam um casal. Groa e Galdino são gays. Du Love era amante de Galdino. |
| 2018            | Deus Salve o Rei                              | Rede Globo   | Heráclito de Fernandes Pietro                                                                       | Marcos Oliveira Ricardo Monastero                                                                                  | Heráclito e Pietro são amantes. |
| 2018            | Orgulho e Paixão                              | Rede Globo   | Luccino Pricelli Otávio Mastronelli                                                                 | Juliano Laham Pedro Henrique Müller                                                                                | Luccino e Otávio são gays. |
| 2018            | Malhação: Vidas Brasileiras                   | Rede Globo   | Michael Santiago                                                                                    | Nila Giovanni Dopico                                                                                               | Michael e Santiago são gays. |
| 2018            | O Sétimo Guardião                             | Rede Globo   | Adamastor Davis Crawford Marcos Paulo                                                               | Theodoro Cochrane Nany People                                                                                      | Adamastor é gay. Marcos Paulo é uma mulher trans que prefere manter o nome de batismo. |
| 2018            | O Tempo Não Para                              | Rede Globo   | Igor Vilas Pedro Ramos                                                                              | Léo Bahia Matheus Lisboa                                                                                           | Igor e Pedro são gays. |
| 2018-19         | Se Eu Fechar Os Olhos Agora                   | Rede Globo   | Adalgisa Bastos Anita                                                                               | Mariana Ximenes Thainá Duarte                                                                                      | Adalgisa tem um caso extraconjugal com Anita. |
| 2019            | Verão 90                                      | Rede Globo   | Leonardo / Sabrina Candé                                                                            | Miguel Rômulo Kayky Brito                                                                                          | Leonardo é gay e se apresenta como a drag queen Sabrina. Candé é gay. |
| 2019            | Shippados                                     | Globoplay    | Nena                                                                                                | Giovanna Lancellotti                                                                                               | Nena é lésbica. |
| 2019            | Bom Sucesso                                   | Rede Globo   | Gláucia Willian Pablo Sanchez Michelly                                                              | Shirley Cruz Diego Montez Rafael Infante Gabrielle Joie                                                            | Gláucia é lésbica. Willian e Pablo são gays. Michelly é transgênero. |
| 2019–20         | Coisa Mais Linda                              | Netflix      | Thereza Soares Helô Albuquerque Nelson Soares                                                       | Mel Lisboa Thaila Ayala Alexandre Cioletti                                                                         | Thereza é bissexual e se envolve com Helô. Nelson se relaciona com outros homens. |
| 2019            | Malhação: Toda Forma de Amar                  | Rede Globo   | Gugo Serginho                                                                                       | Pedro Alves João Pedro Oliveira                                                                                    | Guga e Serginho são gays. |
| 2019            | Feras                                         | MTV          | Guille                                                                                              | Jesuíta Barbosa | Guille é bissexual. |
| 2019            | Órfãos da Terra                               | Rede Globo   | Camila Nasser Valéria Augusta                                                                       | Anajú Dorigon Bia Arantes                                                                                          | Camila e Valéria são bissexuais e formam um casal. |
| 2019            | A Dona do Pedaço                              | Rede Globo   | Agno Leandro Britney                                                                                | Malvino Salvador Guilherme Leicam Glamour Garcia                                                                   | Agno e Leandro são gays. Britney é uma mulher trans. |
| 2019–2021       | Segunda Chamada                               | Rede Globo   | Natasha / Robson Marcelo Prof. Paulo                                                                | Linn da Quebrada Artur Volpi Caio Blat                                                                             | Natasha é travesti. Marcelo e Paulo mantinham um relacionamento secreto. |
| 2019            | Toda Forma de Amor                            | Canal Brasil | Hanna Milinho Paulo Bianca Marcela Cláudio                                                          | Guta Ruiz Daniel Infantini Eucir de Souza Wally Ruy Gabrielle Joie Otávio Martins                                  | Hanna é lésbica. Milinho é gay e drag queen. Paulo é crossdresser. Bianca é transgênero. Marcela é uma mulher trans. Cláudio é gay. |
| 2019–21         | Aruanas                                       | Globoplay    | Olga André Ivona                                                                                    | Camila Pitanga Vitor Thiré Elisa Volpatto                                                                          | Olga é bissexual. André é gay. Ivona é lésbica e tem um caso com Olga. |
| 2019            | Stella Models                                 | Canal Brasil | Priscilla                                                                                           | Anna Markun | Priscilla é travesti.[carece de fontes?] |
| 2019–21         | Amor de Mãe                                   | Rede Globo   | Leila Penha Prof. Felipe Miguel Jorge                                                               | Arieta Corrêa Clarissa Pinheiro Raphael Logam Giulio Lopes Tiago Martelli                                          | Leila e Penha formam um casal na reta final da trama. O professor Felipe é gay. Miguel é gay. Jorge tem trejeitos queer e é gay. |

## Anos 2020
| Ano             | Novela/Seriado                          | Emissora     | Personagens                                                          | Atores/Atrizes | Notas |
| --------------- | --------------------------------------- | ------------ | -------------------------------------------------------------------- | --- | --- |
| 2020–21         | Salve-se Quem Puder                     | Rede Globo   | Catatau                                                              | Bernardo de Assis | Catatau é um homem trans. |
| 2020            | Todxs Nós                               | HBO          | Rafa Vini X Juno                                                     | Clara Gallo Kelner Macêdo Flow Kountouriots Xád Chalhoub                                                                                                 | Rafa é pansexual e se identifica como pessoa não-binária no decorrer da série. No final da primeira temporada, anuncia que se identifica como homem trans. Vini é gay. X e Juno são pessoas não-binárias. |
| 2020–atualidade | Arcanjo Renegado                        | Globoplay    | Barata Ronaldo Leitão                                                | Flávio Bauraqui Álamo Facó | Barata e Ronaldo são amantes. |
| 2020            | Todas as Mulheres do Mundo              | Globoplay    | Clarissa                                                             | Maria Mariana | Clarissa é casada com uma mulher. |
| 2020            | Boca a Boca                             | Netflix      | Chico Maurílio                                                       | Michel Joelsas Thomas Aquino | Chico e Maurílio se envolvem sexualmente. |
| 2020–24         | Bom Dia, Verônica                       | Netflix      | Victor Prata Davi Prata Ângela Rafa                                  | Adriano Garib Pedro Nercessian Klara Castanho DJ Amorim Rodrigo Santoro Reynaldo Gianecchini                                                             | Victor e Davi são casados. Na segunda temporada, Ângela e Rafa se descobrem homossexuais. Na terceira temporada, é revelado um romance secreto entre Jerônimo e Matias |
| 2020–23         | As Five                                 | Globoplay    | Lica Samantha Guto Alice Guimarães Maura Ellen                       | Manoela Aliperti Giovanna Grigio Bruno Gadiol Dira Paes Tamirys Ohanna Heslaine Vieira                                                                   | Lica, Alice e Maura são lésbicas. Samantha e Ellen são bissexuais. Guto é gay.[carece de fontes?] |
| 2021–23         | Cidade Invisível                        | Netflix      | Márcia                                                               | Áurea Maranhão | Márcia é lésbica. |
| 2021            | Hit Parade                              | Canal Brasil | Lobinho Lobito                                                       | Odilon Esteves Gabriel Afonso | Lobinho e Lobito são gays e é revelado que os dois tem um relacionamento. |
| 2021–24         | Dom                                     | Prime Video  | Jasmin Viviane                                                       | Raquel Villar Isabella Santoni | Jasmin e Viviane fazem sexo a três com Dom (Gabriel Leone). |
| 2021–22         | Manhãs de Setembro                      | Prime Video  | Cassandra Pedrita Roberta Aristides Décio Ivana                      | Liniker Linn da Quebrada Clodd Dias Gero Camilo Paulo Miklos Inara dos Santos                                                                            | Cassandra, Roberta e Pedrita são mulheres trans. Aristides e Décio são gays. Ivana é lésbica. |
| 2021            | Nos Tempos do Imperador                 | Rede Globo   | Vitória Clemência                                                    | Maria Clara Gueiros Dani Barros | Vitória e Clemência são lésbicas e formam um casal. |
| 2021            | Verdades Secretas II                    | Globoplay    | Joseph Visky Bruno Benji Lúcio Matheus Giotto Lorenzo Angel Giovanna | Ícaro Silva Rainer Cadete João Vitor Silva Rodrigo Pandolfo Daniel Andrade Bruno Montaleone Johnny Massaro Celso Frateschi Camila Queiroz Agatha Moreira | Joseph se declara heterossexual, mas se envolve com Visky. Bruno e Benji formam um casal. Lúcio é bissexual. Matheus é um garoto de programa que se envolve com homens e mulheres, entre eles Giotto e Lorenzo. Angel e Giovanna se envolvem no final da trama. |
| 2021-22         | Um Lugar ao Sol                         | Rede Globo   | Gabriela Macedo Ilana Prates                                         | Natália Lage Mariana Lima | Gabriela é lésbica. Casada com um homem no início da trama, Ilana depois se relaciona com Gabriela. |
| 2021-22         | Quanto Mais Vida, Melhor!               | Rede Globo   | Darcy / Chefe                                                        | Alessandro Brandão | Chefe é gay e se transveste com frequência, sendo uma pessoa de gênero fluído. Além disso, é drag queen. |
| 2022            | Temporada de Verão                      | Netflix      | Conrado                                                              | Maicon Rodrigues | Conrado é gay. |
| 2022            | Além da Ilusão                          | Rede Globo   | Leopoldo Plínio                                                      | Michel Blois Nikolas Antunes | Leopoldo e Plínio são gays. |
| 2022–24         | De Volta aos 15                         | Netflix      | César / Camila Leonardo (Leo) Fagulha Bruna Luiza Jéssica Denis      | Nila / Alice Marcone Pedro Ottoni Lucas Deluti Dora Freind Amanda Azevedo / Mariana Rios Emira Sophia Gregório Duvivier                                  | Em 2006, César se apresenta como um garoto gay, mas no futuro acaba se descobrindo uma mulher trans chamada Camila. Leonardo é gay e tem uma paixão não assumida por César. Fagulha se envolve com César na segunda temporada,porém continua se relacionando com Camila,após sua transição,na terceira temporada,o que subtende-se de que ele seja bissexual. Bruna é lésbica e se envolve com Luiza que se descobre bissexual na segunda temporada. Jéssica é lésbica. Dênis é gay. |
| 2022            | Lov3                                    | Prime Video  | Sofia Beto Ana                                                       | Bella Camero João Vithor Oliveira Elen Clarice | Sofia e Ana são bissexuais. Beto é gay. |
| 2022            | Pantanal                                | Rede Globo   | Zaquieu João Zoinho                                                  | Silvero Pereira Thommy Schiavo | Zaquieu é gay. No último capítulo, João Zoinho beija Zaquieu. |
| 2022            | Cara e Coragem                          | Rede Globo   | Hugo Enzo                                                            | Raphael Theophilo Pablo Sanábio | Hugo e Enzo são gays. |
| 2022            | Maldivas                                | Netflix      | Cauã Cauê                                                            | Samuel Melo Felipe Ribeiro | Cauã vive um caso extraconjugal com o homossexual Cauê. |
| 2022–23         | Mar do Sertão                           | Rede Globo   | Eudoro Casimiro                                                      | Érico Brás Lukete | Eudoro e Casimiro são gays e formam um casal. |
| 2022–23         | A Sogra que te Pariu                    | Netflix      | Cezinha Flavinho                                                     | Ney Lima Diego Becker | Cezinha e Flavinho são gays e formam um casal. Eles se envolvem na segunda temporada da série. |
| 2022–atualidade | Encantado's                             | Globoplay    | Celso Tadeu                                                          | João Côrtes | Celso é gay. |
| 2022–atualidade | Rensga Hits!                            | Globoplay    | Deivid Cafajeste Kevin Marlene Helena                                | Alejandro Claveaux Samuel de Assis Deborah Secco/Maria Maudd Fabiana Karla/Laura Simões                                                                  | Deivid é bissexual, mas tenta esconder sua sexualidade. Ele se envolve com Kevin, seu segurança. Na segunda temporada Marlene e Helena reatam o relacionamento que tiveram no passado. |
| 2022            | Nada Suspeitos                          | Netflix      | Áquila Xandra                                                        | Silvero Pereira Gessika Kayane | Áquila é gay e drag queen. Xandra é lésbica. |
| 2022            | Dates, Likes & Ladrilhos                | Canal Brasil | Juliana Laís Scarlet                                                 | Camila Lucciola Débora Lamm Fernanda Nobre | Juliana se relaciona com Laís e Scarlet. |
| 2022–23         | Travessia                               | Rede Globo   | Rudá Caique                                                          | Guilherme Cabral Thiago Fragoso | Rudá e Caíque são assexuais. |
| 2022–23         | Todas as Flores                         | Globoplay    | Raulzito Gabriela Laura                                              | Nilton Bicudo Camila Alves Amanda Mittz | Raulzito é bissexual. Gabriela se relaciona com Laura. |
| 2023            | Vai na Fé                               | Rede Globo   | Vitinho Anthony Verão Vini Yuri Helena Clara Paula                   | Luis Lobianco Orlando Caldeira Guthierry Sotero Jean Paulo Campos Priscila Steinman Regiane Alves Juliana Franca                                         | Vitinho e Anthony Verão são gays e tiveram um relacionamento no passado. Yuri e Vini são bissexuais. Helena é lésbica. Casada com um homem, Clara se envolve com Helena. Paula já namorou Helena. |
| 2023            | Amor Perfeito                           | Rede Globo   | Érico Romeu                                                          | Carmo Dalla Vecchia Domingos de Alcântara | Érico é bissexual e Romeu gay. Érico e Romeu tiveram um relacionamento no passado. |
| 2023            | Tá Tudo Certo                           | Disney+      | Jottapê Clara Julia                                                  | F.EIO Clara Buarque Julia Mestre | Jottapê e Clara são bissexuais. Julia é lésbica. Clara e Julia engatam um relacionamento em um dos episódios. |
| 2023–24         | Terra e Paixão                          | Rede Globo   | Luana Shine Kelvin Santana Ramiro Mara Menah Nina Angelina Graciara  | Valéria Barcellos Diego Martins Amaury Lorenzo Renata Gaspar Camilla Damião Kizi Vaz Inez Viana Natalia Dal Molin                                        | Luana é uma mulher trans. Kelvin é gay e se envolve com o peão Ramiro. Mara é casada com um homem e teve um relacionamento com Nina no passado. No presente, se envolve com Menah. Angelina revela uma paixão secreta por sua ex-patroa, Agatha. Graciara é uma garota de programa bissexual. |
| 2023            | Use Sua Voz                             | HBO Max      | Giulia Yasmin                                                        | Giulia Nassa Micaela Díaz | Giulia e Yasmin são lésbicas e engatam um namoro. |
| 2023            | Novela                                  | Prime Video  | Igor Lauro Jorge Lupi                                                | Pedro Ottoni Miguel Falabella Leandro Villa | Igor, Lauro e Jorge Lupi são gays. Lauro e Jorge engatam um namoro. |
| 2023            | B.A: O Futuro Está Morto                | HBO Max      | Ariel Tomás Linlin                                                   | BENJAMÍN Pedro Goifman Giulia Del Bel | Ariel é trans. Tomás é gay. Linlin é lésbica. |
| 2023            | Sem Filtro                              | Netflix      | Gustavo Carlos                                                       | Pedro Ottoni George Sauma | Gustavo e Carlos são gays e foram um casal no fim da série. |
| 2023            | Além do Guarda-Roupa                    | HBO Max      | Diguinho                                                             | Lucas Deluti | Diguinho é gay. |
| 2023            | A Vida pela Frente                      | Globoplay    | Beta Liz Cadé JP Ingrid                                              | Flora Camolese Nina Tomsic Jaffar Bambirra Lourenço Dantas Yara Charry                                                                                   | Beta, Liz, Cadé são bissexuais e se envolvem num trisal. JP é gay e beija Cadé, seu crush. Ingrid é lésbica. |
| 2023            | Dois Tempos                             | Disney+      | Cecilia Alves                                                        | Mariana Oliveira | Cecilia é lésbica. |
| 2023            | O Rei da TV                             | Disney+      | Gugu Liberato                                                        | Paulo Nigro | O apresentador Gugu Liberato é retratado como gay na série. |
| 2023            | Acampamento de Magia para Jovens Bruxos | Globoplay    | Lubelina                                                             | Dhara Lopes | Lubelina é lésbica. |
| 2023–24         | Mila no Multiverso                      | Disney+      | Vinicius Felipe                                                      | João Vitor Gonçalves Jader Januário | Vinicius e Felipe são gays e namorados |
| 2023–24         | Vicky e a Musa                          | Globoplay    | Dionísio Dani Wlad Juli Isadora                                      | Túlio Starling Gabriela Medeiros André Silberg Jéssica Ellen Malu Rodrigues                                                                              | Dionísio é bissexual. Dani é uma mulher trans e Wlad é gay. Na segunda temporada, Isa conhece Juli, uma cozinheira lésbica, ao se aproximarem Isa se descobre bissexual engatando um relacionamento com a garota. |
| 2023–24         | Fuzuê                                   | Rede Globo   | Caíto Vitor Bartô Edgar                                              | Clayton Nascimento Danilo Maia Guil Anacleto Milton Filho                                                                                                | Caíto se transveste e se apresenta como as "dragsisters" Ruth e Raquel. Vitor inicialmente namora uma mulher, e, no final da trama, se envolve com Caíto. Subentende-se que Bartô e Edgar terminam juntos. |
| 2023–24         | Elas por Elas                           | Rede Globo   | Renée Polvilho Natália Isis Carol                                    | Shi Menegat / Maria Clara Spinelli Gahbi Mariana Santos Rayssa Bratillieri Karine Teles                                                                  | Renée é uma mulher trans. A atriz Maria Clara Spinelli se tornou a primeira mulher trans a protagonizar uma telenovela brasileira. Polvilho é gay. Natália e Carol se envolvem no final da trama. Isis já namorou uma mulher no passado. |
| 2024            | Renascer                                | Rede Globo   | Buba Zinha Jupará Lilith Maitê Natasha Jorge                         | Gabriela Medeiros Samantha Jones Lucy Alves Gabriela Loran Galba Gogóia Bianca Dellafancy                                                                | Buba, Maitê e Natasha são mulheres trans. Jorge é gay e se transveste como a drag queen Janaína. Zinha é lésbica e se envolve com Lilith na reta final da trama. |
| 2024            | Família É Tudo                          | Rede Globo   | Kleberson Haroldinho Toni                                            | Aleh Silva Guilherme Canellas Rafael Infante | Kleberson, Haroldinho e Toni são gays. É insinuado que os personagens formam um trisal no final da trama, porém um selinho previsto entre os três não foi ao ar. |
| 2024            | Justiça 2                               | Rede Globo   | Cassiano João Milena Souza Jordana Juarez                            | Luciano Mallman Jorge Guerreiro Nanda Costa Paolla Oliveira                                                                                              | Cassiano e João são gays e formam um casal. Milena é lésbica e em sua busca por vingança se apaixona por Jordana, uma mulher bissexual. |
| 2024            | O Som e a Sílaba                        | Disney+      | Eva Margot                                                           | Yara de Novaes Maria Maya | Eva e Margot são lésbicas e foram um casal. |
| 2024            | 5x Comédia                              | Prime Video  | Aisha Brunielle                                                      | Fernanda Paes Leme Monique Alfradique | Aisha e Brunielle são lésbicas. |
| 2024            | Toda Família Tem                        | Prime Video  | Bruna                                                                | Duda Pimenta | Bruna é bissexual. |
| 2024            | Os Outros                               | Rede Globo   | Joana Magalhães                                                      | Kenia Barbara Stella Rabello | Na segunda temporada, Joana se descobre bissexual e forma um casal com Magalhães, uma policial lésbica. |
| 2024            | Pedaço de Mim                           | Netflix      | Débora Eudora                                                        | Martha Nowill Raquel Fabbri | Débora é bissexual e forma um casal com Eudora nos últimos episódios. |
| 2024            | Os Quatro da Candelária                 | Netflix      | Sete Jorge                                                           | Patrick Congo Bruno Gagliasso | Sete é um garoto de programa gay mas que se envolve com homens e mulheres, entre eles Jorge, sua paixão. Jorge é um homem casado com uma mulher e se envolve com Sete e eles se tornam amantes. |
| 2024            | Da Ponte Pra Lá                         | HBO Max      | Ícaro Rapha Karen Gael                                               | Victor Liam Rafa Neves Luh Maza Gabriel Lodi | Ícaro é um homem trans. Rapha é gay, mas tenta esconder sua sexualidade. Ícaro e Rapha se envolvem secretamente. Karen é uma mulher trans. Gael é um homem trans. |
| 2024-atualidade | Amor da Minha Vida                      | Disney+      | Bia Alice Neide Sílvia                                               | Bruna Marquezine Fernanda Paes Leme Cissa Guimarães Priscilla Rozenbaum                                                                                  | Alice é uma mulher bissexual e se envolve com Bia que esta se descobrindo. Neide é lésbica e Sílvia sua companheira. |
| 2024–25         | Volta por Cima                          | Rede Globo   | Gigi Bernardo Rique Aquiles                                          | Rodrigo Fagundes Bruno Fagundes Marcio Machado Camilo Drakon                                                                                             | Gigi e Bernardo são gays e fomam um casal. Na reta final, o carnavalesco gay Rique revela ter um romance com o capanga Aquiles. |
| 2024–25         | Garota do Momento                       | Rede Globo   | Gustavo (Guto) Vinicius Igor Érico / Verônica Queen                  | Pedro Goifman Elvis Vittorio Gabriel Corasini Silvero Pereira                                                                                            | Guto namora Vinicius, e após o término do relacionamento, engata um relacionamento com Igor. Érico se apresenta como a performista Verônica Queen |
| 2025            | Beleza Fatal                            | HBO Max      | Sofia Lola Vivianne Átila Marcelo Andrea Benjamin Rog                | Camila Queiroz Camila Pitanga Naruna Costa Herson Capri Drayson Menezzes Kiara Felippe Caio Blat Marcelo Serrado                                         | Lola é bissexual e tem um relacionamento com sua secretária Viviane, que é lésbica. Sofia se envolve com a vilã Lola com segundas intenções. Átila tem um envolvimento secreto com Marcelo, um homem gay. Andrea é uma mulher trans. Rog e Benjamin tiveram um caso às escondidas. |
| 2025            | Vale Tudo                               | Rede Globo   | Cecília Laís                                                         | Maeve Jinkings Lorena Lima | Cecília e Laís são lésbicas e tem um relacionamento. |
| 2025            | Dona de Mim                             | Rede Globo   | Ayla Gisele Caco Breno                                               | Bel Lima Luana Tanaka Pedro Alves Gabriel Sanches | Ayla e Gisele são lésbicas e tem um relacionamento. Caco e Breno são gays e namoram. |
| 2025            | Guerreiros do Sol                       | Rede Globo   | Jânia Otília Hildebrando Zé do Bode                                  | Alinne Moraes Alice Carvalho Rodrigo García Kelner Macêdo                                                                                                | Jânia é casada com um homem e se envolve com Otília. Hildebrando e Zé do Bode tem um envolvimento afetivo, mas reprimido pelas circunstâncias da época. |